# Harry Walden
Harold Bertram Walden, detto Harry (Walgrave, 22 dicembre 1940 – 23 settembre 2018), è stato un calciatore inglese, di ruolo centrocampista.

## Caratteristiche tecniche
Era un'ala destra, con scarsa propensione al gol ma con buona visione di gioco ed un buon cross, doti che gli consentivano di servire numerosi assist ai compagni.

## Carriera
Dopo aver giocato con i semiprofessionisti del Kettering Town è diventato professionista nel 1961, all'età di 21 anni, quando è stato tesserato dal Luton Town: con la maglia degli Hatters ha trascorso un biennio nella seconda divisione inglese e successivamente una stagione in terza divisione, mettendo a segno un totale di 11 reti in 96 presenze in incontri di campionato. Nell'estate del 1964 si è trasferito al Northampton Town, altro club di questa categoria: con un secondo posto in campionato ha contribuito a conquistare una promozione in prima divisione (la prima nella storia del club), categoria in cui poi nella stagione 1965-1966, terminata con un penultimo posto in classifica e quindi con l'immediato ritorno in secondo divisione, ha giocato 19 partite. Ha poi trascorso la stagione 1966-1967 sempre con i Cobblers in seconda divisione, subendo una nuova retrocessione, dopo la quale ha deciso di lasciare il club per tornare a giocare al Kettering Town, ritirandosi dopo breve tempo per andare a lavorare come custode in una scuola elementare a Northampton, città in cui ha trascorso il resto della vita.
In carriera ha totalizzato complessivamente 172 presenze e 14 reti nei campionati della Football League.